# Isaura Santos
Isaura Santos, nota anche con lo pseudonimo di Isaura (Gouveia, 15 luglio 1989), è una cantante e compositrice portoghese.
Ha rappresentato il Portogallo all'Eurovision Song Contest 2018 con il brano O jardim con Cláudia Pascoal, classificandosi ultima con 39 punti.

## Carriera
Ha iniziato a farsi conoscere al pubblico nel 2010, partecipando alla quarta edizione di Operação Triunfo, versione portoghese del programma Operazione Trionfo, piazzandosi ottava in classifica generale.
Nel gennaio 2018 Isaura ha preso parte, insieme a Cláudia Pascoal, al Festival da Canção 2018, il processo di selezione nazionale per l'Eurovision Song Contest con il brano O jardim, scritto e composto da lei stessa che accompagna la Pascoal sul palco come corista. Dopo aver superato le semifinali ha avuto accesso alla finale, nella quale è stata proclamata vincitrice del programma essendo arrivata seconda nel voto delle giurie, ma vincendo il televoto. Questo gli concede il diritto di rappresentare il Portogallo all'Eurovision Song Contest 2018, a Lisbona.
Il duo si è esibito direttamente nella serata finale della manifestazione, tenutasi il 12 maggio 2018, ove si sono classificati all'ultimo posto con 39 punti.

## Discografia

### Album
- 2018 - Human

### EP
- 2015 - Serendipity
- 2019 - Agosto

### Singoli
- 2014 - Useless
- 2015 - Change It
- 2016 - 8
- 2017 - I Need Ya
- 2018 - The Crossover (Intermission)
- 2018 - Busy Tone
- 2018 - Gone Now
- 2018 - Don't Shoot
- 2018 - Closer
- 2019 - Liga-Desigla
- 2019 - Uma frase não faz a canção (feat. Luísa Sobral)
- 2022 - Leve

#### Come featuring
- 2015 - Meu é teu (Diogo Piçarra feat. Isaura)
- 2018 - O jardim (Cláudia Pascoal feat. Isaura)